# Boccioleto
Boccioleto is een gemeente in de Italiaanse provincie Vercelli (regio Piëmont) en telt 258 inwoners (31-12-2004). De oppervlakte bedraagt 33,8 km², de bevolkingsdichtheid is 8 inwoners per km².

## Demografie
Boccioleto telt ongeveer 142 huishoudens. Het aantal inwoners daalde in de periode 1991-2001 met 18,3% volgens cijfers uit de tienjaarlijkse volkstellingen van ISTAT.
| Jaar | Inwoneraantal |
| ---- | ------------- |
| 1991 | 339           |
| 2001 | 277           |

## Geografie
Boccioleto grenst aan de volgende gemeenten: Balmuccia, Campertogno, Mollia, Rima San Giuseppe, Rimasco, Rossa, Scopa, Scopello.